# Hydrierwerk
Ein Hydrierwerk ist eine Fabrikanlage für die Hydrierung chemischer Stoffe.

## Carbochemie

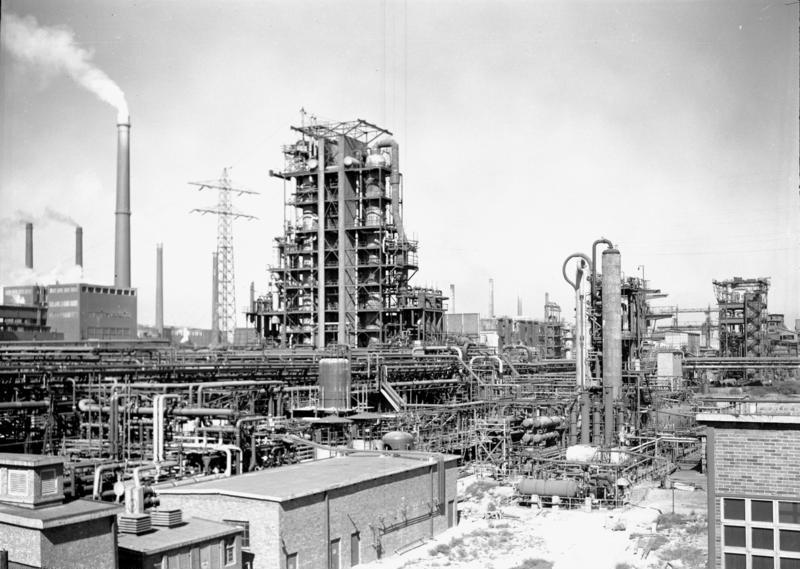
Hydrieranlage in den Leunawerken, 1959

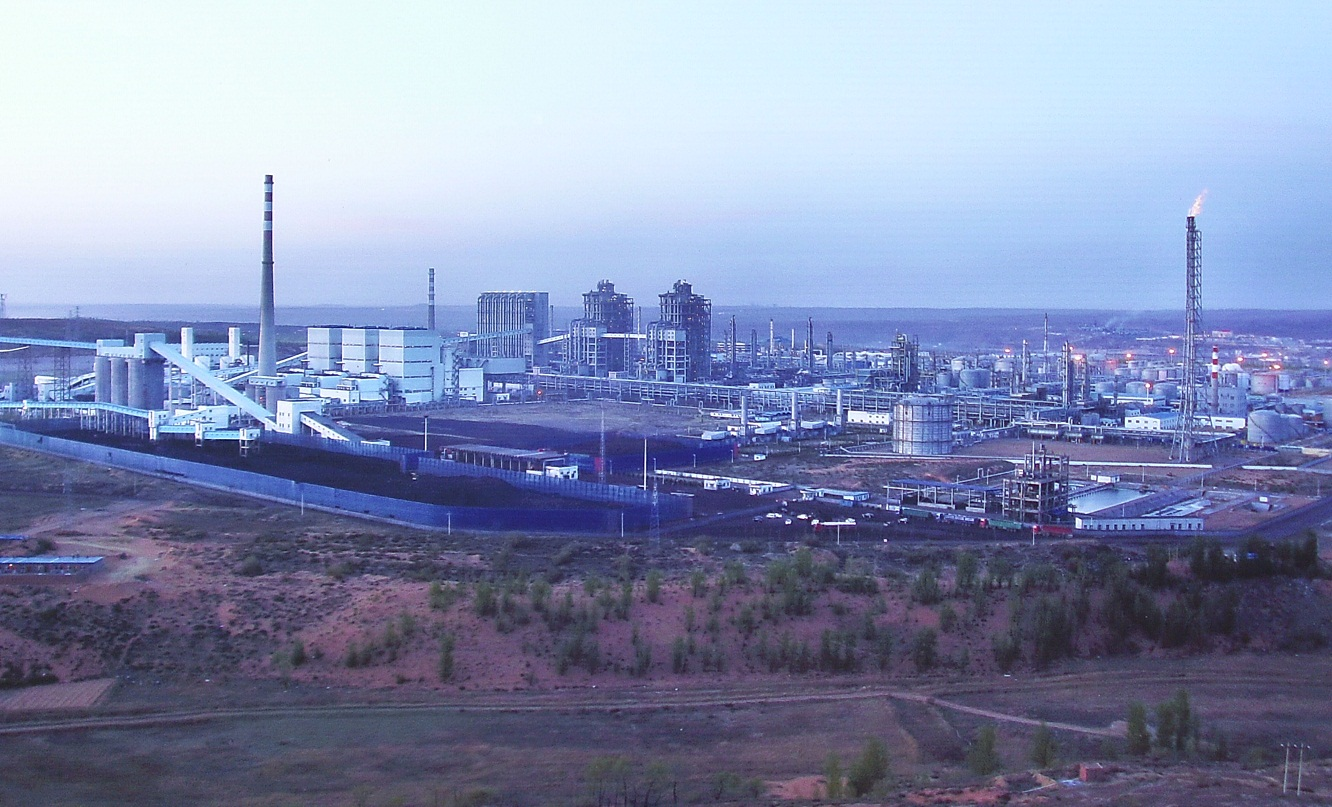
Moderne CtL-Anlage der Shenhua Group in der Inneren Mongolei, 2012

Carbochemische Hydrierwerke, heute überwiegend CtL-Anlagen („Coal-to-Liquid“) genannt, in welchen Braun- oder Steinkohle in synthetische Ölfertig- und Halbprodukte umgewandelt werden, sind großtechnische Anlagen zur Kohleverflüssigung. Zu den Produkten dieser Chemiewerke zählen unter anderem Kraftstoffe, Schmieröle, Brenn- und Treibgase, PVC-Kunststoffe, Paraffine, Kunstgummi.
Die zu Beginn des 20. Jahrhunderts von deutschen Chemikern entwickelte Technologie der Kohlehydrierung wurde ab Mitte der 1920er Jahre besonders in Deutschland und Großbritannien staatlich gefördert, um der Importabhängigkeit von Erdöl entgegenzuwirken. Der weltweit erstmals im industriellen Maßstab in Hydrierwerken hergestellte synthetische Kraftstoff war ab 1927 das Leuna-Benzin.
Bis zum Ende des Zweiten Weltkriegs betrieben unter anderem Deutschland und Großbritannien großtechnische Kohlehydrieranlagen, die eine Gesamtkapazität von rund 4,5 Millionen Jato (Tonne pro Jahr) synthetischer Produkte aufwiesen. Im deutschen Einflussbereich entstanden bis 1943 insgesamt 23 Werke. Davon kam in 14 Anlagen die direkte Hydrierung nach dem Bergius-Pier-Verfahren und in neun Werken die indirekte Hydrierung nach dem Fischer-Tropsch-Verfahren zur Anwendung. Das größte synthetische Benzinwerk betrieb die Hydrierwerke Pölitz AG in der Nähe von Stettin.
Von besonderer Bedeutung waren die Hydrierwerke für die angestrebte Autarkie in der NS-Zeit und deren  konsequente Fortsetzung in der DDR. In den USA wurden carbochemische Hydrierverfahren nach dem Zweiten Weltkrieg unter der Bezeichnung CtL von Kellogg und in Südafrika von Sasol weiterentwickelt. Heute nutzt beispielsweise die United States Air Force synthetisch hergestelltes Kerosin, um die Abhängigkeit der Landesverteidigung von Ölimporten zu verringern. Als unbestrittener Marktführer der Fischer-Tropsch-Technologie gilt gegenwärtig Sasol, deren CtL-Anlagen unter anderem einen großen Teil des südafrikanischen Kraftstoffbedarfs decken.
Infolge stark schwankender Erdölpreise gewinnen Hydrierwerke zur Kohleverflüssigung unter Anwendung verschiedener Technologien weltweit wieder an Bedeutung. Vor allem im asiatisch-pazifischen Raum entstehen seit Beginn des 21. Jahrhunderts neue CtL-Fabriken.

## Oleochemie

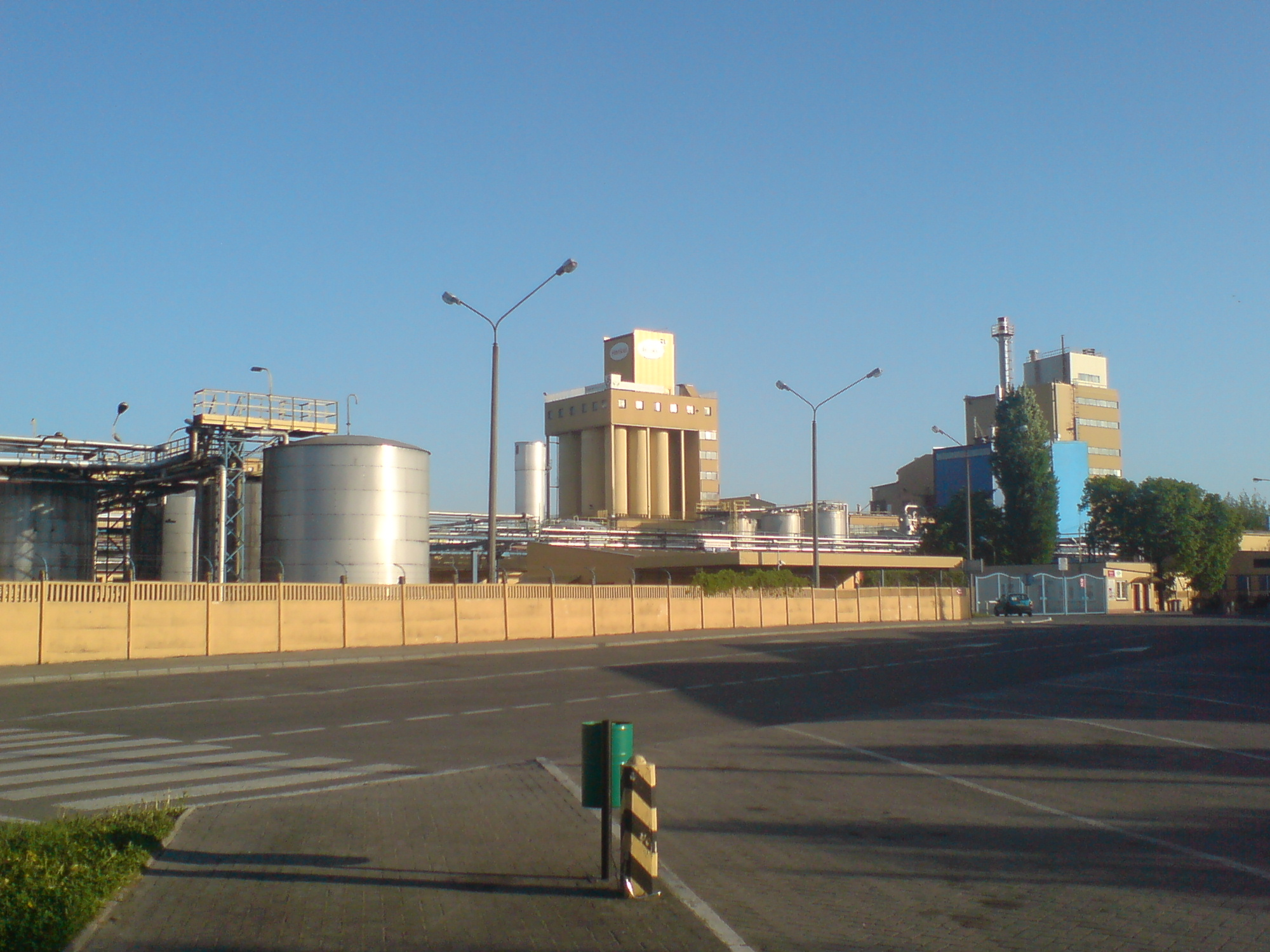
Waschmittelfabrik mit Hydrieranlage der Henkel AG im polnischen Ratibor, 2009

In der technischen Fettchemie (Oleochemie) gibt es verschiedene Verfahren, bei denen in Anlagen und Werken, beispielsweise der Lebensmittel- oder Farbindustrie, der Kosmetik, der Pharmazie, durch Hydrierung aus pflanzlichen oder tierischen  Ölen
- ungesättigte Fettsäuren in gesättigte Fettsäuren (Fetthärtung)
- Fettsäuren in Fettalkohole
- Kohlenwasserstoffe zu Fettsäuren (Paraffinoxidation)

umgewandelt werden können. Fettsäuren und -alkohole sind wichtige Ausgangsstoffe in vielen Industriezweigen. Die Herstellung erfolgt durch katalytische Hydrierung oder alternativ durch petrochemische Prozesse wie der Ziegler-Synthesen oder der Hydroformylierung von Alkenen. Die Forschung und Entwicklung sowie die großtechnische Herstellung von preiswerteren und leicht verfügbaren Ersatzstoffen war ebenfalls eng mit den Autarkiebestrebungen in Deutschland verknüpft.
Anfang des 20. Jahrhunderts gelang dem deutschen Chemiker Wilhelm Normann die katalytische Hydrierung pflanzlicher Fette. Er gilt als Erfinder der Fetthärtung und Wegbereiter der großindustriellen Margarineherstellung. Durch dieses Verfahren veränderte sich der Weltmarkt für Fette grundlegend. Der Bedarf der Fettchemie verschob sich zu großen Teilen nicht nur von Erdöl, sondern vor allem von tierischen Rohstoffen zu pflanzlichen Rohstoffen. Die große wirtschaftliche Bedeutung der Hydrierung in der Lebensmittelindustrie ging auch aus den besseren technischen Eigenschaften der Fetthärtung hervor, wie längere Haltbarkeit, erhöhter Rauchpunkt, bessere Lagerfähigkeit als Butter oder Schmalz. Ebenso konnten erst und nur durch partielle Hydrierung die bis dahin überwiegend verwendeten und geschmacklich kaum haltbaren Wal- und Fischöle in großem Umfang für die Ernährung nutzbar gemacht werden.
Ab Beginn der 1930er Jahre gewannen Hydrierwerke und -anlagen auch in der Kosmetik-, Seifen- und Waschmittelindustrie eine immense Bedeutung. Erstmals gelang es 1928 der Deutschen Hydrierwerke AG Rodleben (kurz damals Dehydag, heute DHW) pflanzliche Fettsäuren in Fettalkohole zu hydrieren. 1931 patentierte und realisierte die Deutsche Hydrierwerke AG die weltweit erste industrielle Produktionsanlage für die Herstellung von Fettalkoholen, später auch Fettaminen und Sorbit durch katalytische Hochdruckhydrierung. Weitere Pioniere bei der industriellen Herstellung von oleochemischen Produkten in großtechnischen Hydrieranlagen waren zu dieser Zeit in Deutschland die Böhme Fettchemie AG in Chemnitz und Henkel in Düsseldorf.
Heutzutage ist die Oleochemie in vielen Bereichen des Lebens vertreten, beispielsweise bei der Herstellung von Nahrungsmitteln, Haut- und Körperpflegeprodukten, Arzneimitteln, Farben, Tinten, Pflanzenschutzmittel, Kunstdünger, Wasch- und Reinigungsmitteln, Synthesegarnen, Schmiermitteln, Insektizidzubereitungen, Futtermitteladditiven. Vor dem Hintergrund der Verknappung von Mineralölen sowie eines sich ständig entwickelnden Umweltbewusstseins der Menschen gewinnen oleochemische Technologien und die Verwendung erneuerbarer Ressourcen immer mehr an Bedeutung. Im Regelfall werden Fettalkohole seit Beginn des 21. Jahrhunderts überwiegend aus nachwachsenden Rohstoffen hergestellt. Dabei ist die Hydrierung von Fettsäuren aus pflanzlichen Ölen in entsprechenden Werken und Anlagen von zunehmender industrieller Relevanz.